# Dendrochilum leuserense
Dendrochilum leuserense är en orkidéart som beskrevs av Jeffrey James Wood och James Boughtwood Comber. Dendrochilum leuserense ingår i släktet Dendrochilum och familjen orkidéer.
Artens utbredningsområde är Sumatera. Inga underarter finns listade i Catalogue of Life.